# Aek Tunjang
Aek Tunjang is een bestuurslaag in het regentschap Padang Lawas van de provincie Noord-Sumatra, Indonesië. Aek Tunjang telt 542 inwoners (volkstelling 2010).